# 顧母駅
顧母駅（コモえき）は、大韓民国大邱広域市寿城区顧母洞にある、韓国鉄道公社（KORAIL）京釜線の駅。

## 駅構造
島式ホーム2面4線を有する地上駅。各ホームと駅舎とは跨線橋で結ばれている。この跨線橋は大邱広域市によって2003年に8億9千万ウォンをかけて設置されたが、まもなく旅客取り扱いが中止されたため、財政の無駄という批判を受けた。
旅客営業中止後は駅の周りに柵を設置し、人が入れないようにしている。
駅に隣接して京釜高速線が並走している。

## 駅周辺
- 琴湖江
- 達磨寺

## 歴史
- 1925年11月1日 - 営業開始[1]。
- 1931年6月5日 - 普通駅に格上げ。
- 1949年11月12日 - 駅舎全焼により貨物車を臨時駅舎として使用。
- 1957年9月29日 - 現在の駅舎竣工。
- 1977年5月16日 - 小貨物取り扱い中止。
- 2004年7月15日 - 旅客取り扱い中断。
- 2006年11月1日 - 無配置簡易駅に格下げ。

## 隣の駅
韓国鉄道公社　
京釜線（全列車通過）　
東大邱駅 - 顧母駅 - 佳川駅　